# Dunajov
Dunajov je naseljeno mjesto u okrugu Čadca u Žilinskom kraju u Slovačkoj.

## Stanovništvo
| Godina:     | 1993. | 2003.   | 2013.    | 2023.   |
| ----------- | ----- | ------- | -------- | ------- |
| Broj ljudi: | 889   | 913     | 1181     | 1104    |
| Razlika:    |       | +2,69 % | +29,35 % | -6,51 % |

| Godina:     | 2022. | 2023.   |
| ----------- | ----- | ------- |
| Broj ljudi: | 1111  | 1104    |
| Razlika:    |       | -0,63 % |

Prema podatcima o broju stanovnika iz 2023. godine naselje je imalo 1104 stanovnika.

## Vanjske poveznice
|  | Zajednički poslužitelj ima još gradiva o temi Dunajov |

- Službena stranica naselja (sl.)